# Lounes Bouzid
Lounes Bouzid (ur. 17 maja 1994) – algierski zapaśnik walczący w stylu wolnym. Brązowy medalista mistrzostw Afryki w 2014 i 2015 roku.